# Michael Wiringi
Michael Wiringi (ur. 1 sierpnia 1985 w Hawera) – nowozelandzki rugbysta występujący na pozycji łącznika ataku, mistrz i zdobywca Pucharu Rumunii ze CSM Universitatea Baia Mare, reprezentant Rumunii, uczestnik Pucharu Świata 2015.
Uczęszczał do Hawera High School, gdzie grał w pierwszej drużynie tej szkoły. Reprezentował regionalne zespoły North Harbour i Northland, a na poziomie klubowym grał dla Glenfield, Wellsford i Eltham-Kaponga. Odpowiedział następnie na ogłoszenie rumuńskiego klubu Baia Mare i w marcu 2012 roku podpisał z nim kontrakt, który był następnie przedłużany na dwa dwuletnie okresy. Z zespołem zdobywał srebro mistrzostw Rumunii w 2012 i 2013 triumfując w tych zawodach w roku 2014. Z kolei Puchar Rumunii zdobył w 2012, do finału docierając w edycjach 2013 i 2014.
W rumuńskiej reprezentacji zadebiutował w czerwcu 2015 roku, a następnie znalazł się w składzie na Puchar Świata w Rugby 2015, w którym zagrał w trzech meczach.